# Список островов Нидерландов

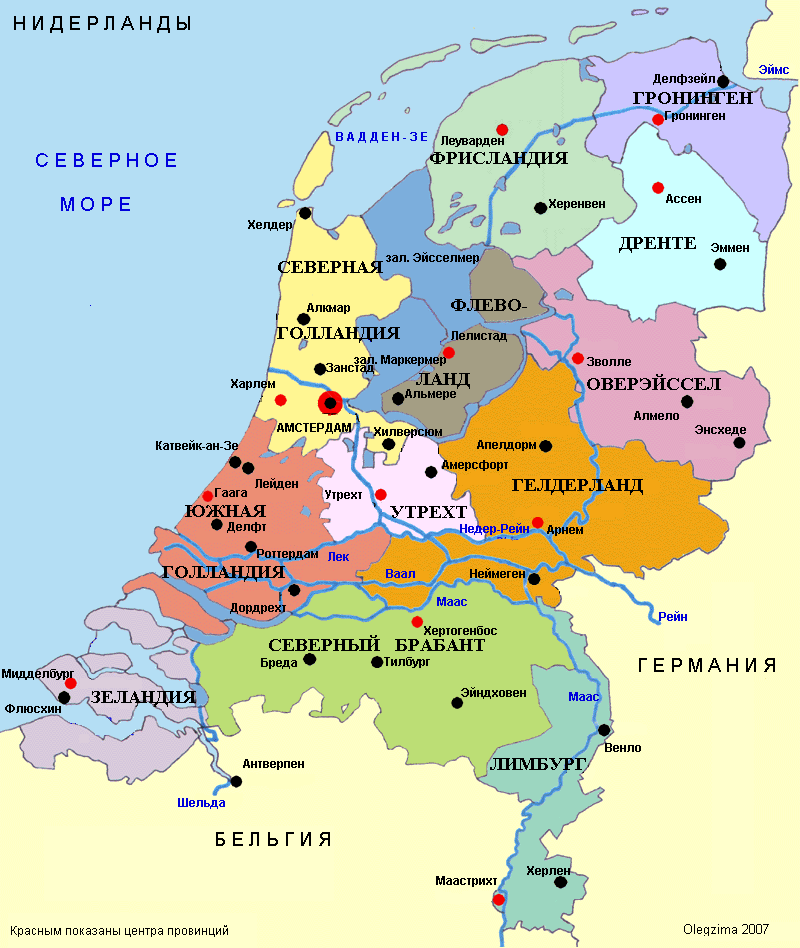
Нидерланды

Ниже представлен список островов Нидерландов:
- Западные Фризские острова (в заливе Ваддензе)
  - Нордер-Хакс
  - Тексел
  - Влиланд
  - Рихел
  - Терсхеллинг
  - Гринд
  - Амеланд
  - Риф
  - Энгелсманплат
  - Схирмонниког
  - Симонсзанд
  - Роттюмерплат
  - Роттюмерог
  - Зёйдердёйнтьес
- Южная Голландия
  - Дордрехт
  - Гуре-Оверфлакке
  - Хуксевард
  - Эйсселмонде
  - Розенбюрг
  - Тингеметен
  - Ворне-Пюттен
- Зеландия
  - Норд-Бевеланд
  - Схаувен-Дёйвеланд
  - Синт-Филипсланд
  - Толен
  - Валхерен
  - Зёйд-Бевеланд
- Острова в озере Эйсселмер, бывшем заливе Зёйдерзе
  - Пампус
  - Маркен
  - Виринген, Схокланд и Урк — бывшие острова, сейчас часть польдеров.
  - Флеволанд — крупнейший искусственный остров в мире.
  - Эйсселог
- Острова Карибского моря.
- Аруба
  - Индианскоп
  - Кей-Кай
  - Лонг-Кай
  - Ронде
- Бывшие Нидерландские Антильские острова
  - Бонайре
  - Камиа
  - Коу-энд-Калф
  - Кюрасао
  - Грин
  - Гюана-Кай
  - Хен-энд-Чикен
  - Макюка
  - Кадусьи
  - Клейн-Бонайре
  - Клейн-Кюрасао
  - Литл
  - Литл-Кей
  - Мал-Абордер
  - Меувтье
  - Моллибедай-Ротс
  - Мона
  - Пеликан
  - Пенсо
  - Ранхо (Ранчо)
  - Саба
  - Синт-Эстатиус
  - Сапате
  - Синт-Маартен (южная часть острова Святого Мартина)
  - Виллемберг